# Aidan Gillen
Aidan Gillen (nascut com Aidan Murphy, 24 d'abril de 1968) és un actor irlandés, més conegut a Anglaterra pel seu paper com Stuart Jones en la pionera sèrie de televisió del Channel 4 Queer as Folk. És potser el més conegut pel públic dels Estats Units de la HBO per la sèrie de televisió d'èxit The Wire, en què exerceix el paper de l'alcalde Tommy Carcetti, o més recentment pel seu paper en la sèrie Joc de Trons en què exerceix de Petyr Baelish.

## Filmografia
- The Lonely Passion of Judith Hearne (1987)
- The Courier (1988)
- An Ungentlemanly Act (1992, TV) com a Marine Wilcox
- Safe (1993, TV) com a Gypo
- A Handful of Stars (1993, TV) com a Tony
- Belfry (1993, TV) com a Dominic
- Circle of Friends (1995) com Aidan
- Some Mother's Son (1996) com a Gerard Quigley
- Gold in the Streets (1996) com a Paddy
- Mojo (1997) com a xiquet
- Amazing Grace (1998) com un jove
- Buddy Boy (1999) com a Francis
- Lorna Doone (2000, TV) com a Carver Doone
- The Darkling (2000, TV) com a Jeff Obold
- The Low Down (2000) com a Frank (Best Newcomer, Edinburgh Film Festival[1])
- The Second Death (2000) com a jugador de polo.
- My Kingdom (2001) com a Puttnam
- The Final Curtain (2002) com a Dave Turner
- Poirot: Five Little Pigs (2003, TV) com a Amyas Crale
- Burning The Bed (2003) com a Stephen
- Shanghai Knights (2003) com a Lord Nelson Rathbone
- Photo Finish (2003)
- Guns, Money and Homecooking (2005) com a Tony
- Trouble with Sex (2005) com a Conor
- Blackout (2007) com a Karl
- 12 Rounds (2009) com a Miles Jackson

## Televisió
- Killing Time
- An Ungentlemanly Act
- Safe (Nominat al BAFTA com a millor actor)
- The Wexford Trilogy: A Handful of Stars i Belfry
- Queer As Folk com a Stuart Alan Jones
- Dice com a Glenn Taylor
- Walk Away and I Stumble (2005, TV) com a Paul
- Five Little Pigs
- Law & Order: Trial By Jury
- The Wire (2004-2008, sèrie de televisió) com a Tommy Carcetti
- Game_of_Thrones (2011-?, sèrie de televisió) com a Petyr Baelish
- Peaky Blinders com a Aberama Gold